# Памятник Александру Пушкину (Сочи)
Памятник Александру Сергеевичу Пушкину — бюст выдающегося русского поэта А. С. Пушкина. Находится в городе Сочи, Россия.

## Расположение
В настоящее время памятник находится в Пушкинском сквере в центре Сочи, у библиотеки имени А. С. Пушкина и весьма неприметен.

## История
6 июня 1939 года в честь 140-летия поэта на пересечении проспекта Пушкина с Курортным проспектом в Хостинском районе города был установлен белокаменный бюст Пушкина. В 1949 году на его месте был поставлен монумент Сталину, вскоре демонтированный, а памятник поэту был перенесен на место, которое он занимает сейчас.
1. ↑  https://ru-monuments.toolforge.org/wikivoyage.php?id=2303208000